# Порфир

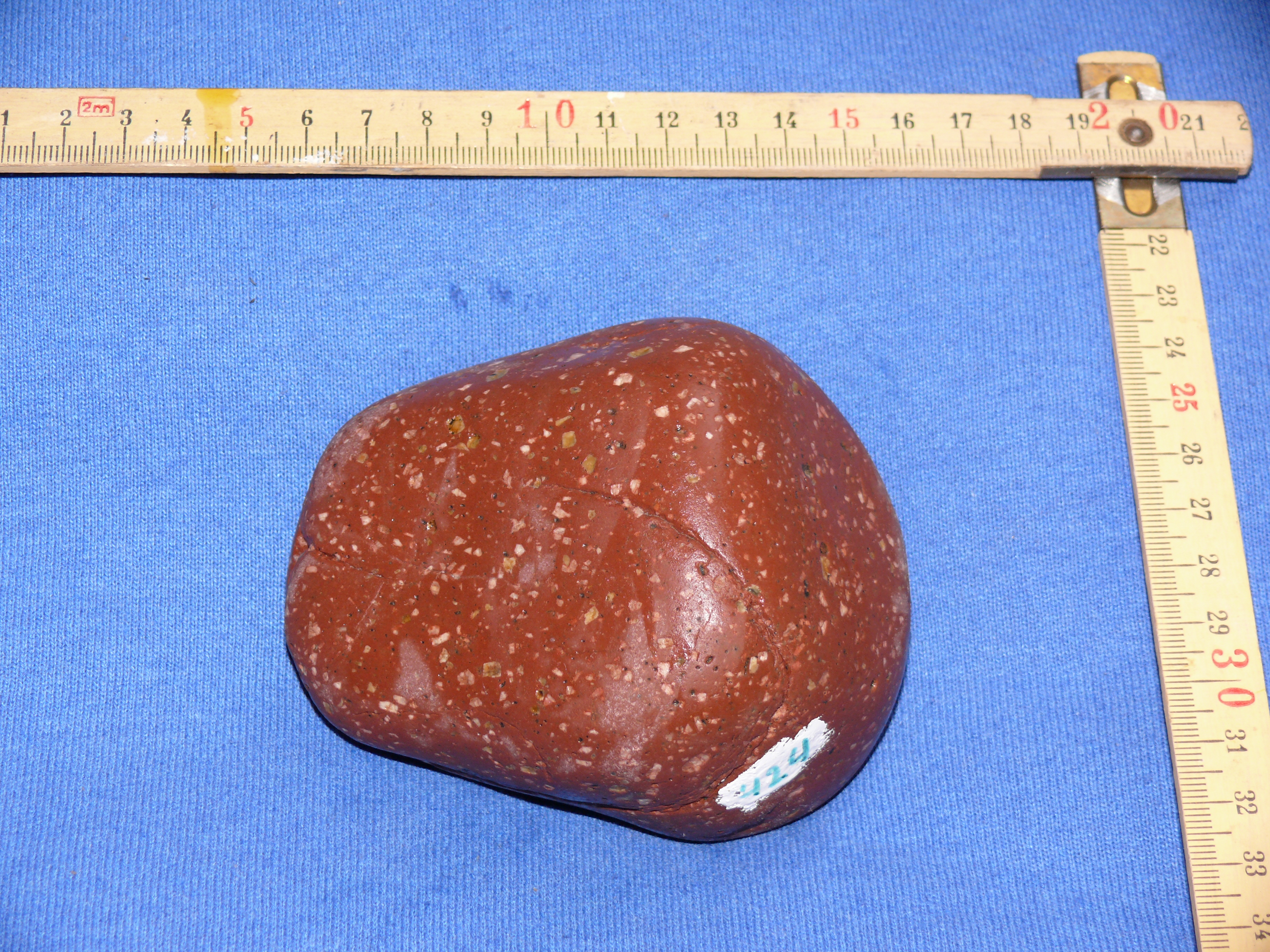
Порфир

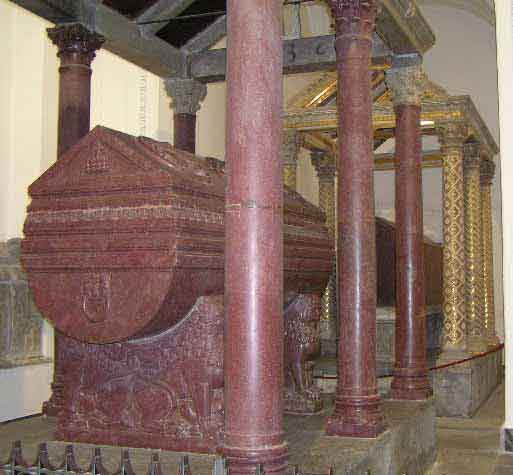
Саркофаг Фридриха II из порфира, Палермо

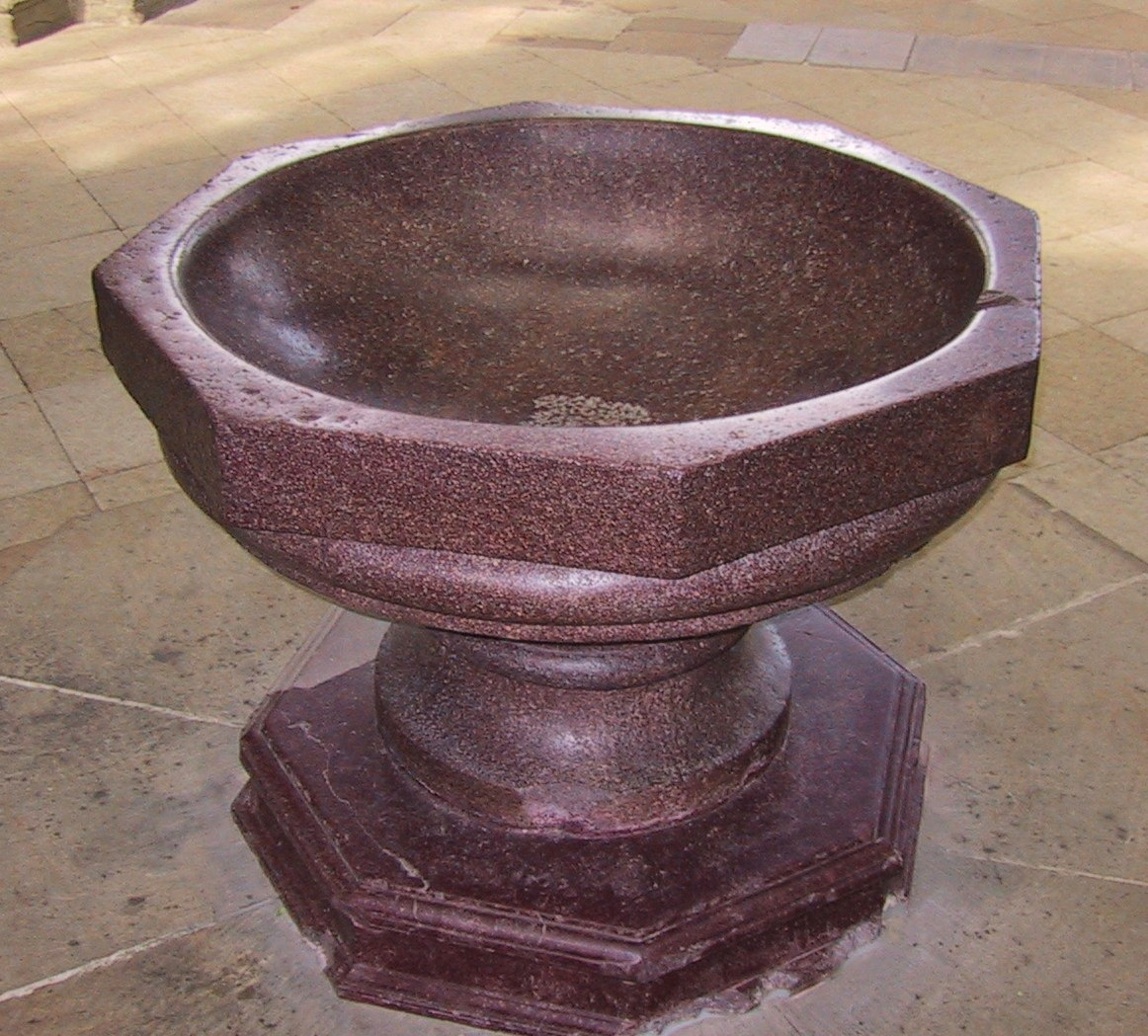
Чаша из порфира

Порфи́р (от др.-греч. πορφύρεος, porphýreos — тёмно-красный, пурпурный) — общее название гипабиссальных горных пород кислого и среднего состава, имеющих порфировую структуру. В XX веке термин часто применялся по отношению к палеотипным вулканическим горным породам кислого и среднего состава, но во избежание двойственности в обозначении кайнотипных и палеотипных горных пород Петрографическим кодексом России было рекомендовано этот термин применять только по отношению к гипабиссальным горным породам.

## Описание
Палеотипный аналог липаритов (кварцевый порфир) и трахитов (полевошпатовый порфир, ортоклазовый порфир). Мелкокристаллическая магматическая жильная горная порода с крупными включениями. По химическому составу близок к граниту. Чаще всего термин порфир используется при первичном обозначении породы, когда для уточнения классификации требуется проведение химического анализа его состава.
Название происходит от своеобразной красной породы с белыми крупными вкрапленниками ортоклаза. Для порфира характерна основная масса из стекла, замещённого фельзитом (субмикроскопическим кварц-полевошпатовым агрегатом), и микролитов альбита или ортоклаза, а также вкрапленников ортоклаза или ортоклаза и кварца. Часто к ним присоединяются биотит или роговая обманка. Порфир — типичный компонент древних вулканогенных толщ.
Различают порфиры кварцевые — относятся к кислым горным породам, характеризующимся явным включением кристаллов кварца и бескварцевые (ортоклазовый порфир) — относятся к группе пород, включающих кристаллы пироксенов и амфиболов.

## Применение
Эта порода использовалась ещё в Древнем Риме для изготовления статуй цезарей и предметов роскоши. Необработанная горная порода не выглядит эффектно, но предстаёт во всём великолепии после шлифовки и полировки, приобретая благородный пурпурный цвет. Изделия из порфира стали популярны со времён Клеопатры, которой принадлежало единственное в те времена разработанное месторождение порфира.
Позднее порфир применялся в Европе даже в качестве булыжника для мощения улиц.
В настоящее время изготавливают также искусственный порфир. Некоторые виды порфира включают рудные минералы, содержащие медь, молибден, золото, палладий, рений и другие платиновые металлы.
- Багрянородный, порфирородный — титул византийских монархов и их детей, применяющийся к законным наследникам правящего императора, рождённым в Багряном (или Порфировом) зале константинопольского дворца, отделанном порфиром. Чтобы получить право на этот титул, не только отец ребёнка должен был быть правящим императором, но и мать должна была быть его законной женой и носить титул Августы.

## Внешний вид

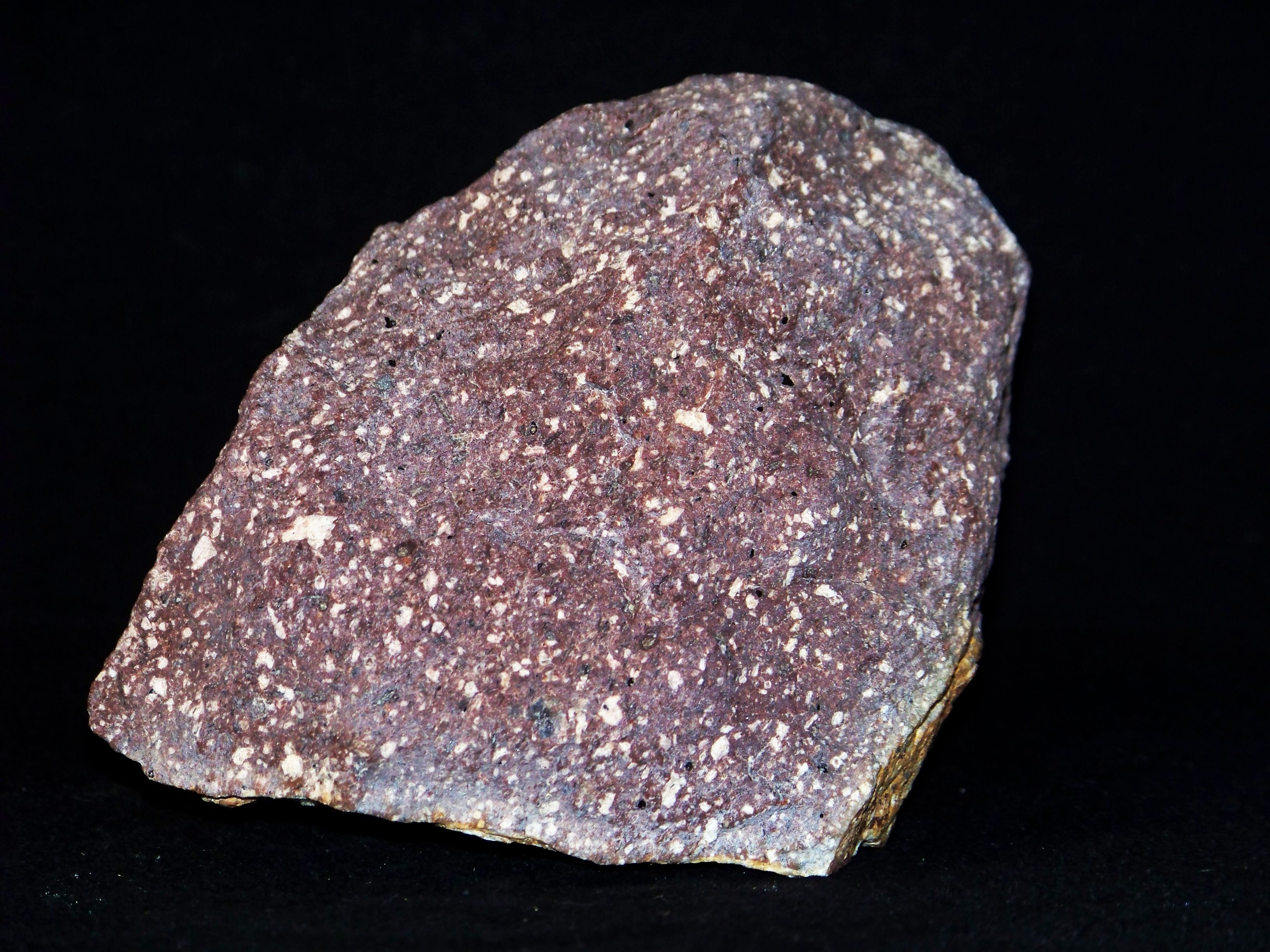
Бескварцевый порфир, бурый цвет связан с железом
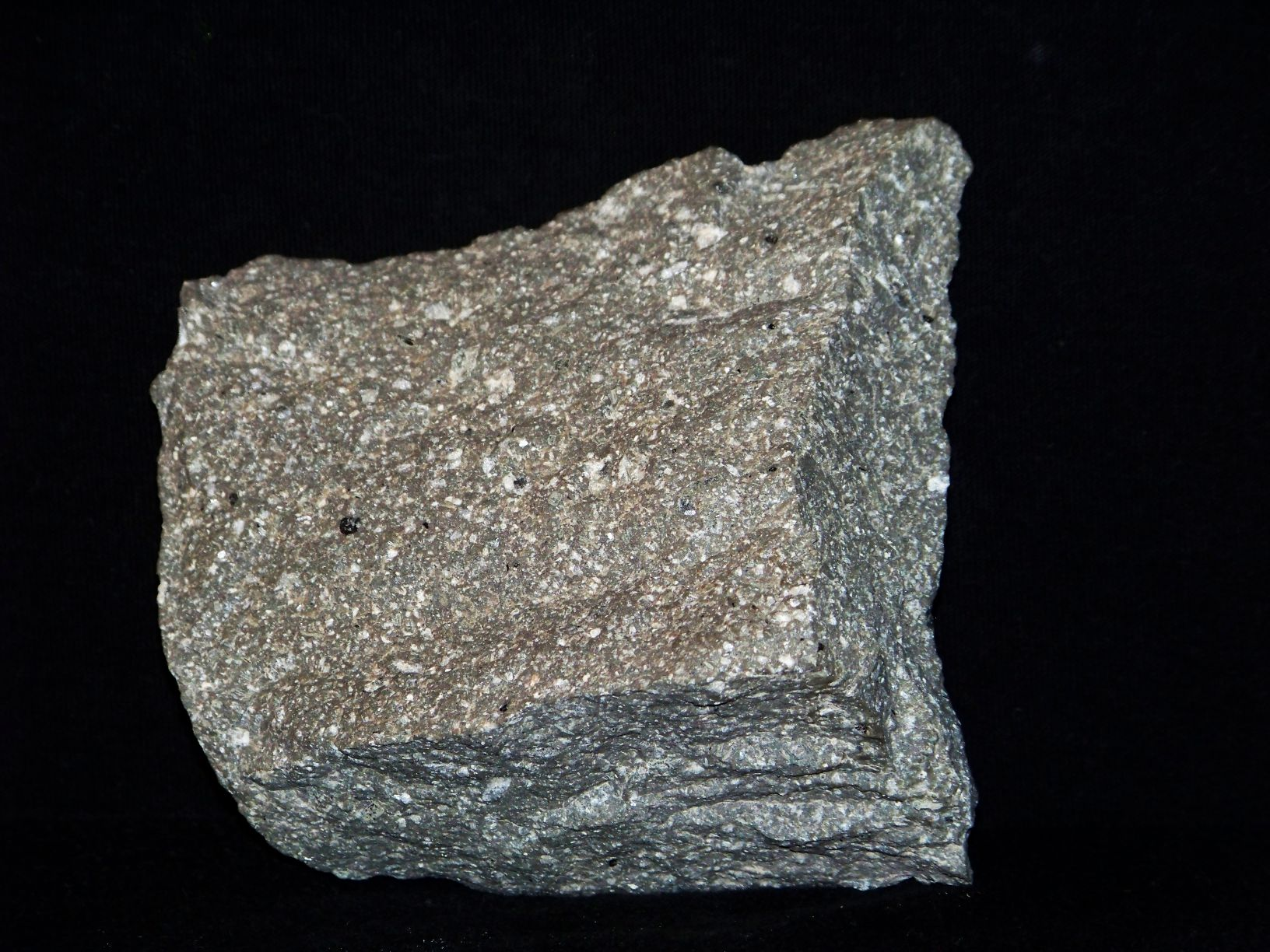
Порфир, приближенный по составу к риолиту, добыт в окрестностях Кракова
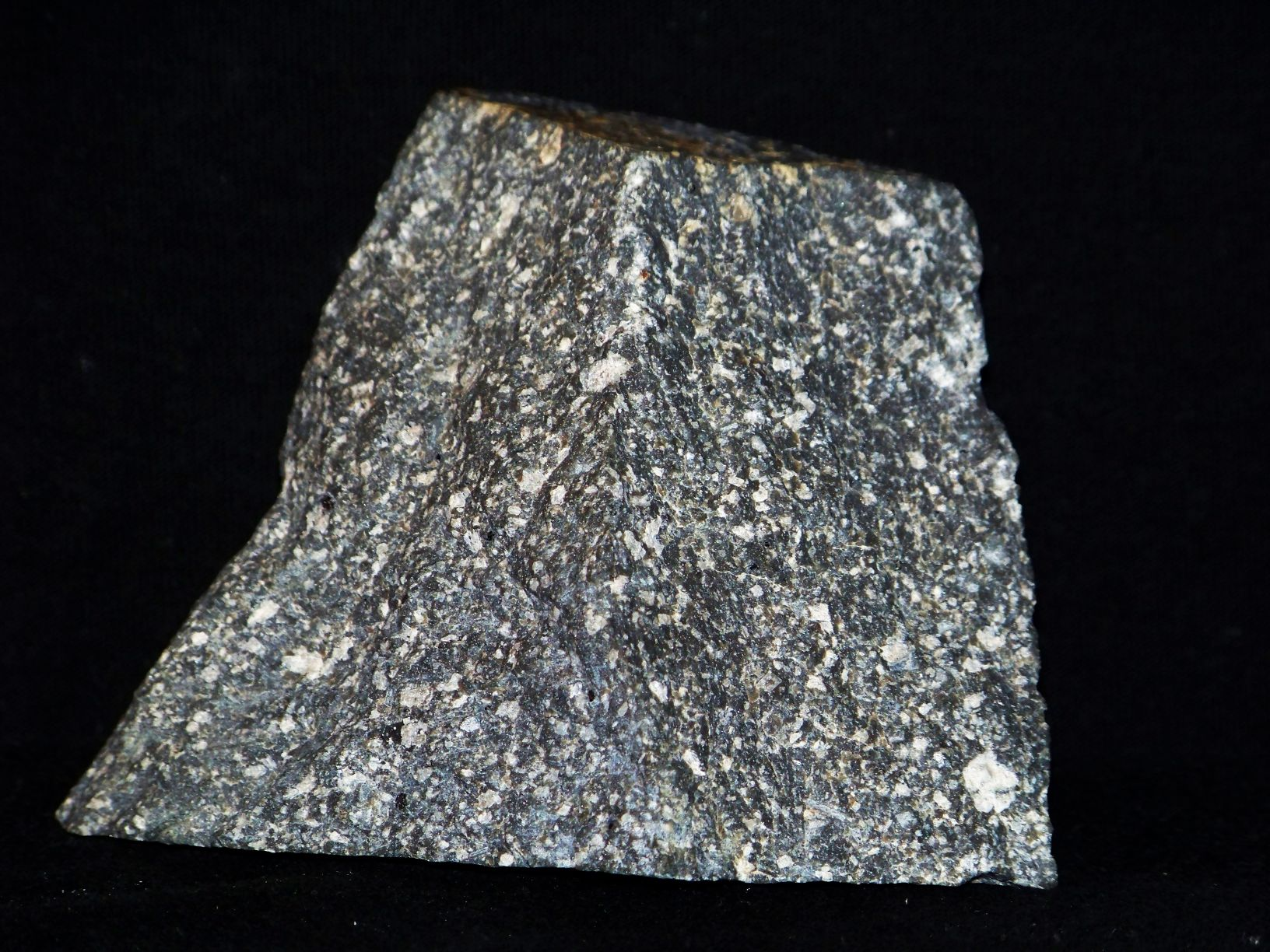
Бескварцевый порфир  с биотитом и пироксеном